# Новикова, Татьяна Дмитриевна
Татья́на Дми́триевна Но́викова (род. 25 февраля 1919, Ивановка, Воронежский уезд, Воронежская губерния, РСФСР) — советский врач-фтизиатр. Заслуженный врач РСФСР (1966). Герой Социалистического Труда (1969).

## Биография
Родилась в крестьянской семье. В 1937 году получила специальное медицинское образование. С 1937 по 1942 год работала фельдшером-акушеркой в селе Русская Гвоздёвка и посёлке Семилуки Воронежской области. С 1943 года после окончания лечебного факультета Воронежского медицинского института работала ординатором в Воронежской городской туберкулёзной больницы. С 1944 года работала ординатором Хреновского туберкулёзного санатория села Хренового. С 1950 года работала в Воронежском городском противотуберкулёзном диспансере — ординатор, с 1952 года — заведующей отделением, с 1968 года — заместителем главного врача. Заведуя отделением, активно внедряла передовые методы диагностики, лечения и профилактики туберкулёза, добившись значительного снижения заболеваемости и смертности среди жителей Воронежа. 6 апреля 1966 года была удостоена почётного звания Заслуженный врач РСФСР. 4 февраля 1969 года Указом Президиума Верховного Совета СССР «за большие заслуги в области охраны здоровья советского народа» была удостоена звания Героя Социалистического Труда с вручением Ордена Ленина и золотой медали «Серп и Молот». С 1972 года работала фтизиатром-куратором Воронежского областного противотуберкулёзного диспансера. В 1997 году вышла на пенсию. Жила в Воронеже.

## Звания
- Заслуженный врач РСФСР (9 апреля 1966)

## Награды
- Медаль «За трудовое отличие» (17 сентября 1953)[1]
- Медаль «Серп и Молот» (4 февраля 1969)[1]
- Орден Ленина (4 февраля 1969)[1]